# Steccherinum alaskense
Steccherinum alaskense är en svampart som beskrevs av Lindsey & Gilb. 1980. Steccherinum alaskense ingår i släktet Steccherinum och familjen Meruliaceae.   Inga underarter finns listade i Catalogue of Life.